# SAS à l'ouest de Jérusalem
SAS à l'ouest de Jérusalem est le 9e roman de la série SAS, écrit par Gérard de Villiers. Publié en 1967 aux éditions Plon / Presses de la Cité (numéro d'impression 1035), il a été, comme tous les SAS parus au cours des années 1960, édité à 50 000 exemplaires en France. 
Le roman se déroule fin 1967, aux États-Unis dans le premier quart du roman, puis en Suisse (deuxième quart du roman), enfin en Sardaigne (seconde moitié du roman).

## Contexte et liens avec l'actualité
L'action du roman ne se déroule pas à Jérusalem ni même en Israël. L'auteur a choisi ce titre pour faire référence à une guerre secrète entre Israël et certains pays arabes (cf. Résolution de Khartoum) se déroulant en Europe après la Guerre des Six Jours.

## Personnages principaux
- Malko Linge : héros du roman, Autrichien, agent contractuel de la CIA.
- Foster Hillman
- Général Radford
- Kitty Hillman
- Karl Babor (Heinrich Weisthor)
- Abdullah Al Salind Katar
- Hussein, Abdul Aziz
- Fouad Abd-el-Baki
- Carole Ashley
- Joe Litton

## Résumé

### Début du roman
À Langley, le directeur général de la CIA, Foster Hillman, se suicide en se défenestrant. Les chefs de la CIA tiennent secrète cette information. On découvre que Hillman avait débranché peu avant son suicide le mécanisme électronique permettant l'enregistrement des conversations téléphoniques : aurait-il appelé quelqu'un ? aurait-il reçu un appel téléphonique ? faisait-il l'objet d'un chantage ou de menaces ? trahissait-il ? Arrive alors Malko à qui Hillman avait donné rendez-vous. Le général Radford, directeur général par intérim, ordonne à Malko de « prendre la place » de Foster Hillman au téléphone et de répondre si un appel est reçu. Malko sera assisté par un logiciel informatique permettant de donner au timbre de sa voix celui de Hillman. Le lendemain, alors que la nouvelle du suicide de Hillman est restée secrète, Malko reçoit un appel téléphonique d'une femme qui souhaite le rencontrer (rencontrer Hillman) le soir même. Un rendez-vous est pris à un cinéma de la 42e rue de New York. Malko s'y rend. La CIA et le FBI ont organisé une surveillance fine des lieux. Une femme est là et Malko, en l'entendant parler, reconnaît la voix entendue plus tôt. En tentant de l'aborder, la femme prend la fuite. Alors qu'un policier lui demande de s'arrêter, elle tire sur lui ; l'agent de police riposte et la tue. Le lendemain, un colis est envoyé au domicile du général Hillman. Ce colis, provenant de Suisse, est intercepté et ouvert, il contient la phalange d'un doigt humain. La CIA contacte le meilleur ami de Hillman et lui pose des questions sur la vie privée du défunt. Hillman était veuf mais a une fille, prénommée Kitty, âgée d'environ 18 ans, qui réside en Suisse. Elle est handicapée mentale et vit en institution spécialisée. Malko est chargé de se rendre en Suisse, de retrouver Kitty, et de mettre hors d'état de nuire les personnes qui apparemment faisaient chanter Hillman (chapitres 1 à 4).

### Aventures
Malko se rend à Lausanne et tente d'entrer en contact avec la jeune fille. Le Dr Soussan, directeur de l'institution, s'y oppose fermement, au nom du secret médical. Mais Malko parle d'un éventuel enlèvement et le Dr Soussan finit par expliquer que Kitty a été prise en charge, une semaine auparavant, par une équipe médicale menée par un certain docteur Karl Babor. Il présente à Malko un courrier et un chèque de paiement. Muni du numéro de chèque faisant référence à un compte numéroté de la banque suisse Société zurichoise de Dépôts, Malko se rend avec ses deux gardes du corps (Jones et Brabeck) à Zurich pour y rencontrer le directeur de la banque. Se retranchant derrière le secret bancaire, M. Oeri refuse de parler. Malko emploie la manière forte et s'empare du registre secret des comptes. Il y lit le nom et l'adresse du titulaire du compte, Abdullah Al Salind Katar, un arabe milliardaire. Il se rend à son domicile suisse et découvre que le milliardaire Katar et sa suite ont quitté les lieux quelques heures auparavant, dans la précipitation (il a été alerté par le directeur de la banque qui l'a informé de l'action violente de Malko). Mais le docteur Karl Babor, dépressif et suicidaire, est resté sur les lieux. C'est lui qui a amputé Kitty de son doigt. Il donne à Malko l'adresse de Katar en Sardaigne et lui explique que Kitty, vivante et droguée, a été emmenée dans une grande malle. Babor se précipite ensuite volontairement dans une mare artificielle occupée par des crocodiles qui le dévorent  (chapitres 5 à 7).
Malko et ses acolytes quittent la Suisse et se rendent en Sardaigne. Là, Malko trouve assez facilement la résidence du milliardaire et va le voir dans son somptueuse résidence. L'homme nie être mêlé à une enlèvement et fait quitter les lieux à Malko. Plus tard, à l'hôtel, Malko fait la connaissance d'une jeune femme, Carole Ashley, qui organise pour le milliardaire une fête déjantée, prévue trois jours après. Se faisant inviter par Carole, Malko s'y rend déguisé en momie. Sous ses bandelettes, personne ne le reconnaît. Alors qu'il explore la propriété de l'émir pour y découvrir le lieu servant de prison à Kitty, il est démasqué et assommé (chapitres 8 à 10). 
Le lendemain, le milliardaire le met en présence de Kitty et lui ordonne de faire écrire à la jeune fille une lettre pour Foster Hillman. Bien que Malko lui explique qu'Hillman est mort et que le chantage ne sert à rien, le milliardaire refuse de le croire. En réalité, lui aussi est « pris dans un filet » par les services secrets égyptiens qui, dans le cadre de la Résolution de Khartoum, lui ont ordonné de faire chanter le directeur de la CIA. Il risque d'être exécuté s'il n'arrache pas des renseignements sur l'espionnage américain au Proche-Orient. Milton Brabeck et Chris Jones viennent délivrer Malko (chapitres 11 et 12).

### Dénouement et fin du roman
L'agent secret décide de porter plainte auprès des carabiniers. Le capitaine est gêné d'apprendre que le principal investisseur de l'île est soupçonné d'enlèvement, de chantage et de tentative de meurtre ! Quelle n'est pas sa surprise quand l'émir Katar vient à son tour déposer plainte contre Malko ! Malko organise une contre-attaque au domicile du milliardaire pour délivrer Kitty. La voiture dans laquelle elle a été emmenée est poursuivie par les carabiniers, mais une bombe placée dans la voiture par Milton Brabeck explose, tuant le chauffeur, les gardes et la jeune fille (chapitres 13 et 14). 
Pour venger Kitty, Malko tue froidement le milliardaire arabe en lui brisant les vertèbres cervicales grâce à une table escamotable à système hydraulique. Le roman se termine par le lancement du porte-avions Foster Hillman par le président des  États-Unis et par une dernière pensée de Malko à Kitty Hillman (chapitres 15 et 16).

## Autour du roman
- Malko avait déjà rencontré le général Hillman dans Dossier Kennedy et avait pu constater que le chef de la CIA était un homme compétent et loyal.
- Foster Hillman sera de nouveau évoqué dans Vengeance romaine (SAS n°62 - 1981).
- L'auteur indique dans son récit[Où ?] que c'est la deuxième fois que Malko tue un homme froidement (la première fois, cela avait été dans Samba pour SAS où Malko avait tué Alfonso Crandao).